# Суркуль (село)
Сурку́ль — село в Андроповском муниципальном округе Ставропольского края России.

## География
Расстояние до краевого центра: 73 км.
Расстояние до районного центра: 5 км.

## История
Решением Ставропольского крайисполкома от 6 июня 1957 года село Суркуль передано из Алексеевского сельсовета в Водораздельный сельсовет. 
С 21 июня 1960 года — в составе Курсавского сельсовета.
До 16 марта 2020 года село входило в упразднённый Курсавский сельсовет.

## Население
| 1897  | 1903  | 1910  | 1926  | 1989  | 1999  | 2002  |
| ----- | ----- | ----- | ----- | ----- | ----- | ----- |
| 1173  | ↗1449 | ↗1510 | ↗1788 | ↘713  | ↗1085 | ↗1202 |
| 2008  | 2010  | 2011  | 2014  | 2021  |       |       |
| ↗1227 | ↗1281 | ↘1195 | ↗1200 | ↗1259 |       |       |

По данным переписи 2002 года в национальной структуре населения преобладают русские (77 %).

## Инфраструктура
Уличная сеть села включает 10 улиц и 3 переулка. В границах населённого пункта находится общественное открытое кладбище площадью 90 тыс. м².

## Памятники
- Братская могила 6-ти воинов Советской Армии, погибших в 1942—43 гг.[17][18][19]